# Jacqueline Laurence
Jacqueline Juliette Laurence (Marsella, 25 de octubre de 1932-Río de Janeiro, 17 de junio de 2024) fue una actriz franco-brasileña.

## Biografía
Jacqueline llegó a Brasil siendo aún adolescente, acompañando a su padre que era periodista. Entre 1955 y 1957, participó en la primera promoción de la FBT (Fundación Brasileña de Teatro), ingresando posteriormente en O Tablado y A Comunidade.
Después de pasar casi toda su carrera en la Rede Globo y en la Rede Manchete, en 2010 fue contratada por la Rede Record para actuar en una única telenovela, Ribeirão do Tempo. Su paso por la emisora fue breve. En 2011, firmó un nuevo contrato con la Rede Globo para actuar en la telenovela Aquele Beijo, de Miguel Falabella.
Su último papel en la televisión fue una participación como Gracita, la abuela de la protagonista Kyra (Vitória Strada), en la telenovela Salve-se Quem Puder, de 2020. Su personaje tendría un papel mayor en la trama, pero debido a la pandemia de COVID-19 que interrumpió la emisión de las novelas, su personaje terminó desapareciendo.
Falleció el 17 de junio de 2024, en el Hospital Municipal Miguel Couto, en Río de Janeiro, debido a un paro cardíaco.

## Filmografía

### Televisión
| Año  | Título                    | Personaje              |
| ---- | ------------------------- | ---------------------- |
| 1972 | Uma Rosa com Amor         | Alzira                 |
| 1978 | Dancin' Days              | Solange                |
| 1980 | Água Viva                 | Clarice                |
| 1980 | As Três Marias            | Alzira                 |
| 1982 | Sétimo Sentido            | Célia                  |
| 1983 | Guerra dos Sexos          | Mireille               |
| 1984 | Marquesa de Santos        | Baronesa de Goitacazes |
| 1985 | Antônio Maria             | Catarina               |
| 1985 | Tudo em Cima              |                        |
| 1986 | Cambalacho                | Dominique              |
| 1986 | Dona Beija                | Madame Constance       |
| 1987 | Bambolê                   | Charlotte de Pomp      |
| 1988 | Grupo Escolacho           |                        |
| 1989 | Top Model                 | Simone                 |
| 1990 | Brasileiras e Brasileiros | Antoniette             |
| 1991 | O Dono do Mundo           | Zoraide                |
| 1994 | Confissões de Adolescente | Madame Renée           |
| 1994 | Incidente em Antares      | Solange                |
| 1996 | Salsa e Merengue          | Eglantine              |
| 1997 | Sai de Baixo              | Adelaide               |
| 1999 | Você Decide               |                        |
| 1999 | Mulher                    | Josefine               |
| 2001 | As Filhas da Mãe          | Margot de Montparnasse |
| 2004 | Senhora do Destino        | Evangelina             |
| 2005 | A Lua me Disse            | Memé (Emelyne Junot)   |
| 2006 | Cobras & Lagartos         | Tidinha                |
| 2007 | Desejo Proibido           | Romilda                |
| 2007 | Malhação                  | Maria Pia              |
| 2007 | Toma Lá, Dá Cá            | Geneviève Dassoin      |
| 2008 | Água na Boca              | Françoise Cassoulet    |
| 2009 | Toma Lá, Dá Cá            | Geneviève Dassoin      |
| 2010 | Ribeirão do Tempo         | Madame Eleonora Durrel |
| 2011 | Aquele Beijo              | Mirta Lemos            |
| 2012 | Avenida Brasil            | Viuda Almeidinha       |
| 2014 | Geração Brasil            | Berénice               |
| 2015 | Babilônia                 | Simone Lauzier         |
| 2020 | Salve-se Quem Puder       | Angelina Romantini     |

### Cine
| Año  | Título                      | Personaje         |
| ---- | --------------------------- | ----------------- |
| 1967 | O Mundo Alegre de Helô      | Enfermera         |
| 1970 | Parafernália, o Dia da Caça | Instructora       |
| 1977 | Gente Fina É Outra Coisa    |                   |
| 1978 | A Batalha dos Guararapes    |                   |
| 1978 | Nos Embalos de Ipanema      | Madre de Patricia |
| 1982 | Menino do Rio               | Daise             |
| 1988 | Natal da Portela            |                   |
| 1990 | Sonho de Verão              |                   |
| 1991 | Estação Aurora              | Abuela            |
| 1994 | Veja Esta Canção            | Tia Carmen        |
| 1994 | Dente Por Dente             | Dona Nair         |
| 1995 | Butterfly                   |                   |
| 2008 | Polaróides Urbanas          | Renée             |

## Teatro
- 1958 - O Jubileu, de Anton Tchekhov
- 1961 - O Mal Entendido, de Albert Camus
- 1962 - O Médico à Força, de Molière
- 1963 - A Menina e o Vento, de Maria Clara Machado
- 1963 - Barrabás, de Michel de Ghelderode
- 1969 - A Construção, de Altimar Pimentel
- 1971 - O Marido vai à Caça, de Georges Feydeau
- 1982 - As Criadas, de Jean Genet
- 1982 - Madame de Sade, de Yukio Mishima
- 1985 - Tupã, a Vingança, de Mauro Rasi
- 1986 - Ação entre Amigos, de Márcio Souza
- 1992 - No Coração do Brasil, de Miguel Falabella
- 1996 - Seria Trágico se não fosse Cômico, de Friedrich Dürrenmatt
- 1998 - A Profissão da Senhora Warren, de Bernard Shaw
- 2007 - As Eruditas, de Molière
- 2007 - O Marido Ideal
- 2011 - A Escola do Escândalo